# Anton Bleikolm

Anton Bleikolm, Murtaler Zeitung vom 8. August 1931

Anton Bleikolm (* 5. Januar 1850 in Strettweg (Gemeinde Waltersdorf, heute in der Gemeinde Judenburg); † 4. August 1931 ebenda) war Landwirt und Abgeordneter zum Österreichischen Abgeordnetenhaus.

## Leben
Anton Bleikolm war Sohn des Landwirts Jakob Bleikolm († 1873). Er übernahm 1867 den Besitz seines Vaters und wurde Landwirt (vulgo Reimar) in Strettweg und übergab seinen Hof um 1925 an seinen Schwiegersohn und Neffen. Nach 60-jähriger Bauernarbeit wurde ihm der Titel Ökonomierat verliehen.
Er war 30 Jahre lang Bürgermeister von Waltersdorf.
Er war römisch-katholisch und ab 1876 verheiratet mit Katharina Senekowitsch († 1903), mit der er drei Töchter und zwei Söhne hatte, wobei ein Sohn (Anton) schon im Jahr 1912 mit 35 Jahren verstorben ist.

## Politische Funktionen
Anton Bleikolm war vom 31. Januar 1901 bis zum 30. Januar 1907 Abgeordneter des Abgeordnetenhauses im Reichsrat (X. Legislaturperiode) und vertrat dort für das Kronland Steiermark die Kurie Landgemeinden 3 (Judenburg, Knittelfeld, Obdach, Oberzeiring, Murau, Oberwölz, Neumarkt, Liezen, Rottenmann, St. Gallen, Gröbming, Irdning, Schladming, Aussee).

## Klubmitgliedschaften
Anton Bleikolm war ab 1901 Mitglied in der Deutschen Bauernpartei und ab dem 28. März 1906 in der Deutschen Agrarpartei.